# Maurice Couve de Murville (Politiker)

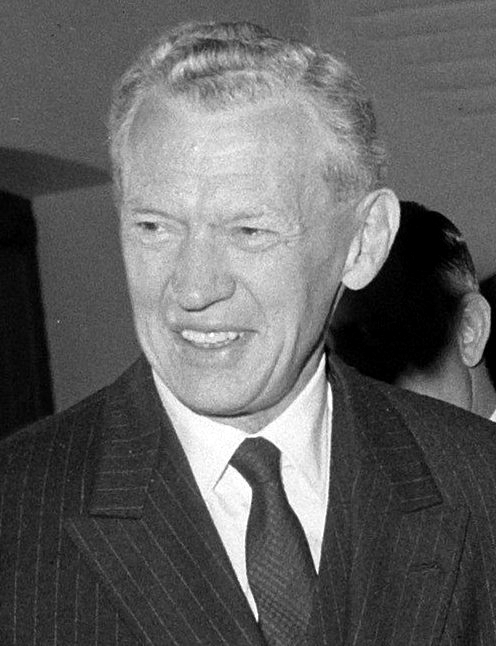
Maurice Couve de Murville (1964)

Maurice Couve de Murville (* 24. Januar 1907 in Reims; † 24. Dezember 1999 in Paris) war ein französischer Diplomat und gaullistischer Politiker (UNR, UDR, RPR). Er war von 1958 bis 1968 Frankreichs Außenminister, von Juli 1968 bis Juni 1969 Premierminister, von 1973 bis 1986 Abgeordneter in der Nationalversammlung und anschließend bis 1995 Senator.

## Leben
Maurice Couve de Murville, Sohn einer alten protestantischen Familie, gewann als Schüler den Concours général im Fach Geographie und legte sein Baccalauréat am Lycée Louis-le-Grand ab. Anschließend studierte er Rechtswissenschaft an der Universität von Paris (Abschluss mit Licence) und absolvierte die École libre des sciences politiques (Sciences Po). 1930 trat er als Finanzinspektor in den Staatsdienst und wirkte bereits im selben Jahr im Gremium zur Überprüfung der Finanzlage mit. Er heiratete 1932 die Malerin Jacqueline Schweisguth (Künstlername Véra Fabre), mit der er drei Töchter bekam. Von 1937 bis 1940 war er Direktor der Auslandsabteilung des Finanzministeriums.
Nach der Niederlage von 1940 gehörte Maurice Couve de Murville der Waffenstillstandskommission in Wiesbaden an. Im Vichy-Regime war er Direktor für Außenfinanzen und Devisenwirtschaft. Nach der Landung der Angloamerikaner in Nordafrika vom November 1942 wechselte Maurice Couve de Murville im März 1943 die Seiten. Er war einer der wenigen Funktionäre der Vichy-Regierung, die sich in Algier in den Dienst des Generals Henri Giraud stellten. Am 7. Juni 1943 wurde er zum Schatzmeister des Französischen Komitees für die Nationale Befreiung (CFLN) ernannt.

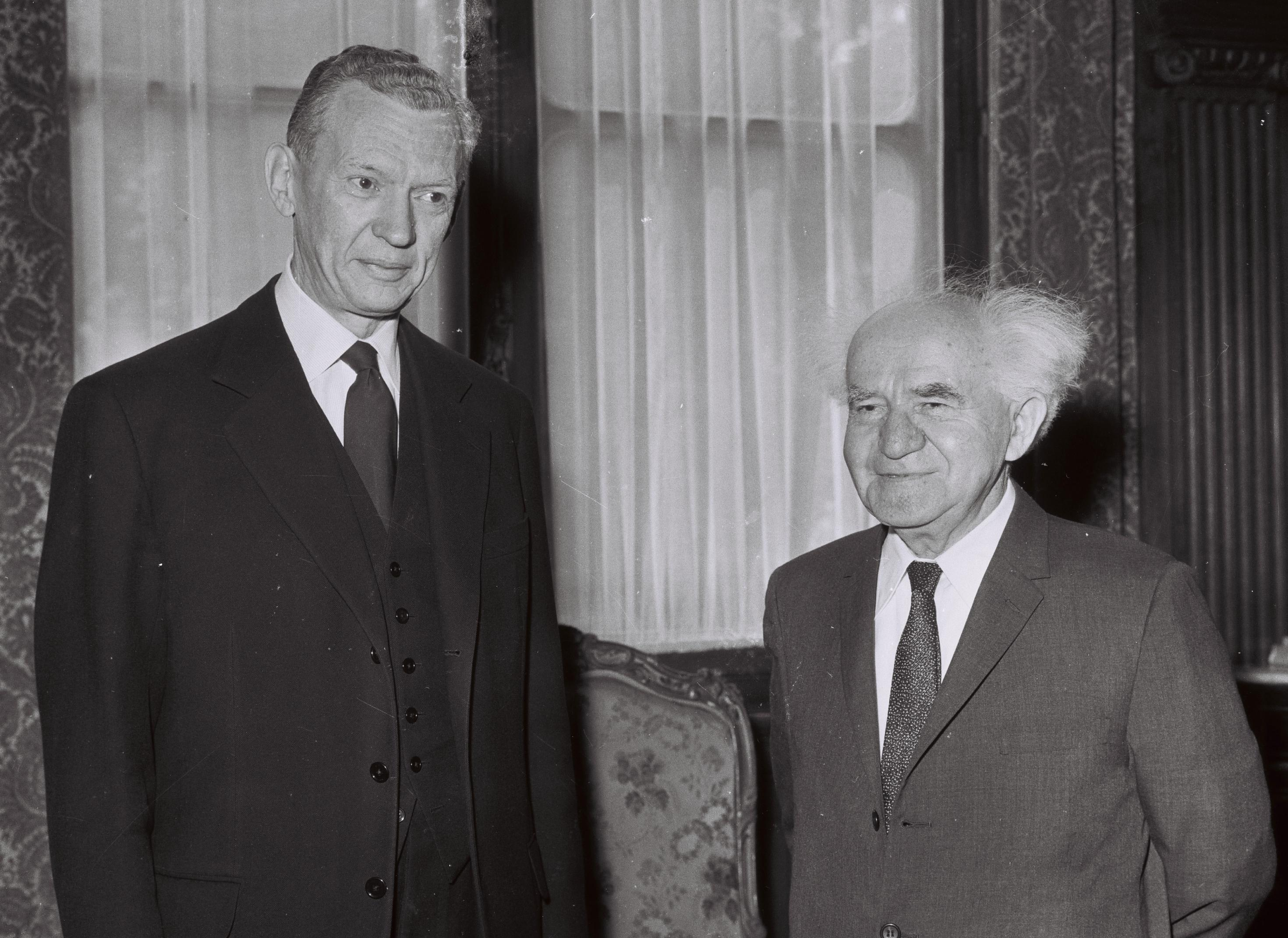
Außenminister Couve de Murville mit dem israelischen Ministerpräsidenten David Ben Gurion in Paris (1960)

Im Februar 1945 wurde er Mitglied der provisorischen Regierung General de Gaulles mit dem Rang des Botschafters in Italien. In der Folgezeit bekleidete er für sein Land weitere Botschafterposten, so in Kairo (1950–1954), bei der NATO (1954), in Washington (1955–1956) und in Bonn (1956–1958).
Mit Begründung der Fünften Republik durch Charles de Gaulle wurde Maurice Couve de Murville 1958 Außenminister und hatte dieses Amt bis Ende Mai 1968 inne. Nach den Maiunruhen 1968 übernahm er vorübergehend das Amt des Finanz- und Wirtschaftsministers im Kabinett Pompidou IV. Nach der deutlichen Bestätigung der Gaullisten bei der Parlamentswahl im Juni 1968 wurde Couve de Murville auf Vorschlag von Georges Pompidou für ein Jahr Premierminister.
Nach dem Rücktritt de Gaulles und der Wahl Pompidous zum neuen Präsidenten im Juni 1969 gab auch Couve de Murville sein Amt auf, sein Nachfolger war Jacques Chaban-Delmas. Als Abgeordneter des 6. Wahlkreises von Paris wurde Maurice Couve de Murville 1973 in die französische Nationalversammlung gewählt, der er drei Legislaturperioden bis 1986 angehörte. Von 1973 bis 1981 war er Vorsitzender des Auswärtigen Ausschusses. Von 1986 bis 1995 gehörte er als Vertreter von Paris dem Senat an.
Der gleichnamige Cousin des Protestanten, Maurice Couve de Murville (1929–2007), war katholischer Erzbischof von Birmingham.

## Politische Ämter
| 1. Juni 1958 bis 31. Mai 1968   |  | Außenminister                                                                                    |
| 10. Juli 1968 bis 20. Juni 1969 |  | Premierminister (siehe auch Kabinett Couve de Murville)                                          |
| 1968 und 1973 bis 1986          |  | Abgeordneter von Paris und Mitglied der Nationalversammlung, anfangs für die UDR, später die RPR |
| 1973 bis 1978                   |  | Vorsitzender des Auswärtigen Ausschusses der Nationalversammlung                                 |
| 1986 bis 1995                   |  | Senator von Paris                                                                                |

## Bücher
- Une politique étrangère 1958–1969 (dt.: Außenpolitik 1958–1969), 1971.
- Le monde en face (dt.: Die Welt vis-à-vis), 1989.

## Zitate
- Aus einer Rede[1]:

„Das Wissen um den richtigen Zeitpunkt ist der halbe Erfolg.“

- Aus dem Buch Une politique étrangère 1958–1969:

„Der Wille bewirkt, dass man sein eigenes Geschick steuert, so gut man kann, und man kann es besser, als man gemeinhin glauben mag. Man darf sich weder durch innere noch durch äußere Eindrücke beeinflussen lassen und auch nicht – ganz einfach – durch das Tagesgeschehen. Es ist notwendig, eine überlegte, genau geplante Politik zu betreiben, die man selbst festlegt. Sich in seiner Politik beeinflussen zu lassen, das bedeutet übrigens, sicher zu sein vor Nachdenken, vor jeglichem Handeln – und dies sind die einzigen Negativa.“